# Charles Percy Snow
Charles Percy Snow, també conegut com a C.P. Snow, CBE (Leicester, 1905 - Londres, 1980) fou un químic i novel·lista anglès que a més va prestar serveis al govern del Regne Unit. És autor d'una sèrie de novel·les conegudes en conjunt com Strangers and Brothers i per Les dues cultures, una obra de 1959 en la que lamenta la bretxa entre científics i «intel·lectuals literats».

## Biografia
Nascut a Leicester, Snow va ser educat al Col·legi Rutland del comtat de Leicester (actualment, Universitat de Leicester) i a la Universitat de Cambridge on va ingressar com a membre del Christ's College el 1930.
Va ocupar diversos llocs de rellevància en el govern del Regne Unit: director tècnic del Ministeri de Treball de 1940 a 1944; comissionat del servei civil de 1945 a 1960 i secretari parlamentari del Ministeri de Tecnologia de 1964 a 1966. Va ser nomenat cavaller el 1957 i baró Snow de la ciutat de Leicester el 1964.
Snow va contraure matrimoni el 1950 amb la novel·lista Pamela Hansford Johnson, amb qui va tenir un fill. Entre els seus amics va comptar el matemàtic Godfrey Harold Hardy, el físic Patrick Blackett, l'expert en cristal·lografia de rajos X John Desmond Bernal i l'historiador Jacques Barzun.
L'any 1960 va donar les conferències Godkin a la Universitat Harvard sobre el científic Patrick Maynard Stuart Blackett i el seu treball en el govern britànic. Les conferències van ser publicades posteriorment sota el títol «Ciència i govern». Per a l'any acadèmic 1961/62 Snow i la seua esposa van treballar com a becaris en el Centre d'estudis avançats de la Universitat Wesleyana.

## Obra literària
La primera novel·la de Snow va ser un whodunit, Death under Sail (1932). També va escriure una biografia d'Anthony Trollope.
No obstant això és molt més conegut per la sèrie de novel·les titulades «Estranys i germans» que descriu la vida dels intel·lectuals en un context acadèmic i governamental contemporani. La novel·la més coneguda de la sèrie és The Masters tracta sobre la política interna d'un col·legi de Cambridge que es prepara per a triar un nou rector. Té tots els atractius que pot brindar un observador des de dins, i revela com influeixen qüestions no relacionades estrictament amb l'acadèmic en les decisions suposadament objectives dels estudiosos. The Masters i The New Men van ser premiades en conjunt amb el Premie James Tait Black Memorial en 1954.Corridors of Power va agregar una frase al llenguatge diari.
En «Els realistes» desenvolupa un examen de l'obra de vuit novel·listes, Stendhal, Honoré de Balzac, Charles Dickens, Fiódor Dostoievski, Lev Tolstoi, Benito Pérez Galdós, Henry James i Marcel Proust, amb una robusta defensa de la novel·la realística.

## Les dues cultures
El 7 de maig de 1959 Snow va donar una influent conferència titulada «Les dues cultures» que va provocar àmplia difusió i debat. Posteriorment va publicar Les dues cultures i la revolució científica, on argumenta que la ruptura entre les dues cultures de la societat moderna, la ciència i les humanitats, foren un obstacle important per a la solució dels problemes mundials. En particular, Snow argumentava que la qualitat de l'educació estava declinant a nivell mundial. Va escriure: 
| «          | Sovint m'he trobat, en reunions, amb gent que, pels nivells de llur cultura tradicional, són considerats persones d'alta cultura i que troben un gust especial a expressar llur incredulitat sobre la ignorància dels científics. Una vegada o dues els he provocat preguntant-los quants d'ells em podrien descriure el Segon principi de la termodinàmica. La resposta ha estat sempre freda. I sempre negativa. I ben mirat, els preguntava una cosa que equivalia, si fa no fa, a la pregunta feta al científic: «Heu llegit cap obra de Shakespeare?. Ara estic segur que ni que els hagués preguntat una cosa més senzilla -d'aquest estil: "Què enteneu per massa, o per acceleració, que és l'equivalent científic de la pregunta «Sabeu llegir?» -no hi hauria hagut gaire més d'un deu per cent d'aquestes persones d'alta cultura que hagués pensat que parlàvem el mateix llenguatge. I així, mentre l'edifici de la física moderna s'eleva cada dia més amunt, la majoria de les persones més intel·ligents del món occidental en tenen una idea tan primària com la que podien haver-ne tingut llurs avantpassats del Neolític. | » |
| — C.P.Snow | |   |

### Ficció
Strangers and Brothers Sequence
- Time of Hope, 1949
- George Passant (publicada inicialment com Strangers and Brothers), 1940
- The Conscience of the Rich, 1958
- The Light and the Dark, 1947
- The Masters, 1951
- The New Men, 1954
- Homecomings, 1956
- The Conscience of the Rich, 1958
- The Affair, 1959
- Corridors of Power, 1963
- The Sleep of Reason, 1968
- Last Things, 1970

Altres obres de ficció
- Death Under Sail, 1932
- The Search, 1934
- The Malcontents, 1972
- In Their Wisdom, 1974
- A Coat of Varnish, 1979

### No ficció
- Science and Government, 1961
- The two cultures and a second look, 1963
- Variety of men, 1967
- The State of Siege, 1968
- Public Affairs, 1971
- Trollope, 1975
- The Realists, 1978
- The Physicists, 1981